# ليفون شيلاخيان
ليفون شيلاخيان(الأرمينية: Լեւոն Միքայելի Չայլախյան، الروسية: Левон Михайлович Чайлахян، 21 يونيو 1928 إلى 23 فبراير 2009) كان على الروسية فيزيولوجي، والفيزياء الحيوية، والأجنة، aussi عضوا في الأكاديمية الروسية للعلوم. وكان مدير معهد الفيزياء الحيوية النظرية والتجريبية للأكاديمية الروسية للعلوم، وتقع في في بوشتشينو، موسكو أوبلاست.
نشر أكثر من 450 أعمال في روسيا، وغيرها من البلدان في جميع أنحاء العالم، وحاز على وسام للجمعية الفسيولوجية عموم روسيا. ليفون جنباً إلى جنب مع فيبرينتسيف، وسفيردوفا، ونيكيتين استنسخوا أول حيوان ثديي، الماوس المعروفة باسم ماشا، خامسة كان قبل عشر سنوات النعجة دوللي.

## السيرة الذاتية
ليفون شيلاخيان كان ولد في يريفان للأبوين ميخائيل وتمارا.
عندما كان عمره 19 عاماً، بدأ ليفون تعليمه في كلية البيولوجية من جامعة موسكو الحكومية، وتخرج مع متخصص في علم وظائف الأعضاء البشرية والحيوانية.